# Испания на летних Олимпийских играх 1964
Испания принимала участие в Летних Олимпийских играх 1964 года в Токио (Япония) в десятый раз за свою историю, но не завоевала ни одной медали. Сборная страны состояла из 51 человека (48 мужчин, 3 женщины).